# Gummiakacie
Gummi-Akacie (Acacia senegal) er et lille til mellemstort, løvfældende træ.

## Beskrivelse
Kronen er paraplyformet og grenene er vandrette med svagt opstigende skudspidser og talrige dobbelttorne. Barken er meget variabel. Knopperne er spredtstillede, og bladene er dobbelt finnede med et lige antal finner, der hver bærer uligefinnede, ovale til elliptiske småblade. Bladrandene er hele og begge bladsider er grågrønne.
Blomstringen sker umiddelbart før eller lige under begyndelsen af regntiden. Blomsterne er samlet i små aks, der sidder lige oven for de dobbelte torne. De enkelte blomster er gule eller flødehvide og uregelmæssige (typiske ærteblomster). Frugterne er lange, papirtynde bælge med få frø.
Rodnettet er kraftigt med en dybtgående pælerod og et vidt udbredt netværk af siderødder.
Højde x bredde: 15 x 10 m.

## Voksested
Arten er vidt udbredt fra Senegal i vest over Etiopien og Somalia til Indien i øst. Mod syd når den frem til Natal-provinsen i Sydafrika. Den trives bedst i områder med 200-400 mm regn om året, men den kan klare sig med helt ned til 100 mm og en tørtid på op til 11 måneder. Den foretrækker veldrænede, grusede jordtyper, men kan også trives på mere lerholdig bund.

## Anvendelse
Gummi-Akacie bruges som leverandør af en indtørret saft, Gummi arabikum, men den er også meget anvendelig i skovlandbrug, hvor man dyrker den for dens evne til at løsne og gøde jorden, eventuelt sammen med Vandmelon, Hirse og fodergræs.

Som fødevaretilsætning bruges gummi arabikum under nummer E414.

## Symbiose
Planten har symbiose med kvælstofsamlende bakterier. Bladene indeholder 10-13 % fordøjeligt protein og 0,12-0,15 % fosfor. Frøene er spiselige for mennesker.
| Portal | Portal:Botanik |